# Epipremnum amplissimum
Epipremnum amplissimum — вид квіткових рослин з родини кліщинцевих (Araceae).

## Розповсюдження
Місцем проживання цього виду є Архіпелаг Бісмарка, Нова Гвінея, Квінсленд, Соломонові острови, Вануату. Ця витка рослина росте переважно у вологому тропічному біомі.
Рослину найчастіше вирощують у молодому стані, де вона може мати сіро-блакитне забарвлення, яке зникає зі зрілістю.